# Samia fulva
Samia fulva är en fjärilsart som beskrevs av Jordan 1911. Samia fulva ingår i släktet Samia och familjen påfågelsspinnare. Inga underarter finns listade.